# Noyau vestibulaire médian
Le noyau vestibulaire médial est l'un des noyaux vestibulaires. Il est situé dans le bulbe rachidien médialement au noyau vestibulaire inférieur.
Il est le point de départ du tractus vestibulospinal médial.